# Potomac Heritage National Scenic Trail

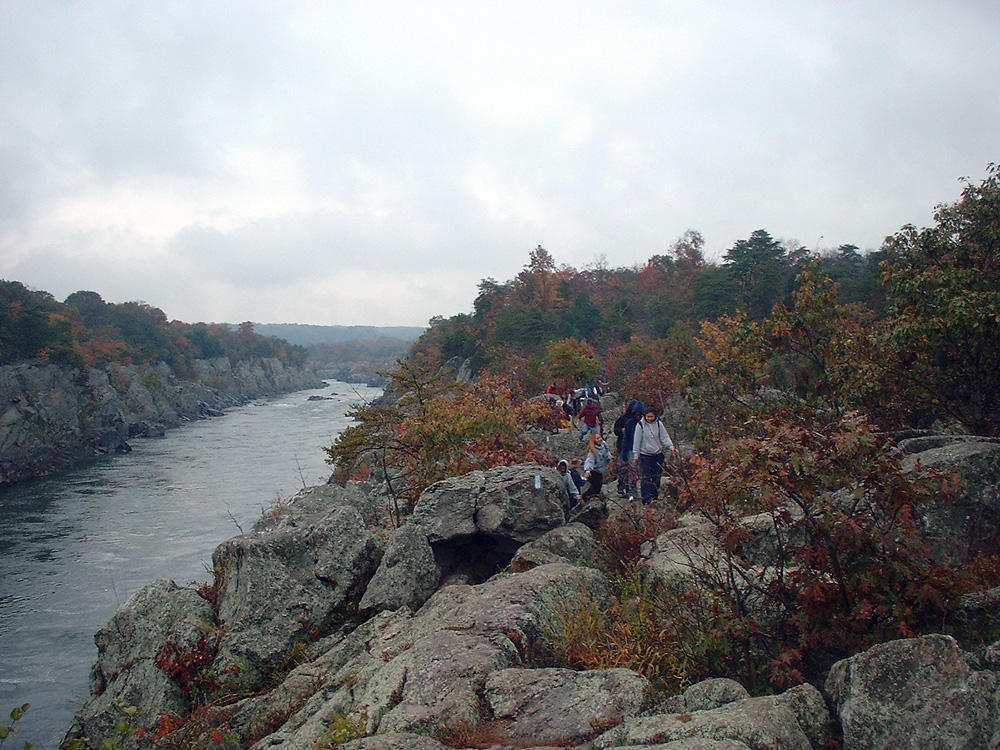
Fragment szlaku w pobliżu Waszyngtonu

Potomac Heritage National Scenic Trail (pol. Narodowy Szlak Sceniczny Dziedzictwa Potomacu), w skrócie Potomac Heritage Trail – długodystansowy pieszy szlak turystyczny w Stanach Zjednoczonych. Został ustanowiony w 1983 roku decyzją Kongresu Stanów Zjednoczonych i włączony w Narodowy System Szlaków. Składa się z głównego szlaku wiodącego z Waszyngtonu do Pittsburgha, a także kilkunastu krótszych odnóg. Całkowita planowana długość systemu wynosi około 700 mil (1 125 km), z czego większość została ukończona do roku 2007. Pierwsze 300 kilometrów głównej części szlaku znajduje się w obrębie narodowego parku historycznego kanału Chesapeake i Ohio i wiedzie wzdłuż rzeki Potomak do Cumberland. Dalsza część szlaku, określana niekiedy jako Great Allegheny Passage, prowadzi z Cumberland na północny zachód do Pittsburgha.